# Provincia de Mutsu
La provincia de Mutsu (陸奥国 Mutsu no kuni?) es una antigua provincia de Japón localizada en lo que hoy corresponde a las prefecturas de Fukushima, Miyagi, Iwate y Aomori, así como a las municipalidades de Kazuno y Kosaka en la prefectura de Akita.
La provincia de Mutsu también se conoce como Ōshū (奥州) o Michinoku (陸奥 o 道奥). El término Ōu (奥羽) se usa a menudo para referirse al área combinada de Mutsu y la vecina provincia de Dewa que conforman la región de Tōhoku.

## Historia

### Invasión por el gobierno de Kinai
Mutsu, en el norte de Honshū, fue una de las últimas provincias que se formaron cuando la tierra fue tomada de los indígenas Emishi y se convirtió en la más grande a medida que se expandía hacia el norte. La antigua capital regional del gobierno de Kinai fue Tagajō en la actual prefectura de Miyagi.
- 709 (Wadō 2, tercer mes), tuvo lugar un levantamiento contra la autoridad gubernamental en Mutsu y en la cercana provincia de Echigo. Se enviaron tropas para someter la revuelta.
- 712 (Wadō 5), Mutsu se separó de la provincia de Dewa. El Daijō-kan de la emperatriz Genmei hizo cambios catastrales en el mapa provincial del período Nara, al año siguiente la provincia de Mimasaka se separó de la provincia de Bizen. La provincia de Hyūga se separó de la provincia de Ōsumi; La provincia de Tanba se separó de la provincia de Tango.
- 718, los distritos de Shineha, Uda y Watari de la provincia de Mutsu, y los distritos de Kikuta e Iwaki de la provincia de Hitachi fueron incorporados en la provincia de Iwaki.
- 801, Mutsu fue conquistado por Sakanoue no Tamuramaro.[1]
- 869 (Jōgan 10, quinto mes): Un terrible terremoto sacudió a Mutsu. Más de 1 000 personas perdieron la vida en el desastre.[2]

### Prosperidad de Hiraizumi
En 1095, el clan Ōshū Fujiwara se estableció en Hiraizumi, bajo el liderazgo de Fujiwara no Kiyohira. Esperaba "formar una ciudad que rivalice con Kioto como centro cultural". El legado del clan Ōshū Fujiwara permanece como el Chūson-ji. En 1189, Minamoto no Yoritomo invadió Mutsu con tres grandes fuerzas, finalmente mató a Fujiwara no Yasuhira y "todo su vasto dominio cayó en manos de Yoritomo".
Mōtsū-ji en Hiraizumi, era el Amidadō de Shiramizu en la base de la clan Iwaki.

### Período Sengoku
Durante el período Sengoku, varios clanes gobernaron partes de la provincia. El clan Nanbu en Morioka en el norte. El clan Date en Iwadeyama y Sendai en el sur. El clan Sōma en Nakamura en el sur. El clan Iwaki en Iinodaira en el sur. El clan Uesugi tenía una ciudad castillo en Wakamatsu en el sur.

### Después de la Guerra Boshin
Como resultado de la guerra Boshin, la provincia de Mutsu fue dividida por el gobierno Meiji el 19 de enero de 1869. En esta división, se establecieron cinco provincias (Iwaki, Iwashiro, Rikuzen, Rikuchū y Mutsu). La provincia Meiji de Mutsu era una región en la parte más al norte de la isla principal que corresponde a la actual prefectura de Aomori. Al mismo tiempo, mientras que los caracteres del nombre no cambiaron, la lectura oficial se cambió a la versión on'yomi Rikuō.